# Euploea graeffiana
Euploea graeffiana är en fjärilsart som beskrevs av Herrich-Schäffer 1869. Euploea graeffiana ingår i släktet Euploea och familjen praktfjärilar. Inga underarter finns listade i Catalogue of Life.